# Hamrān
Hamrān (persiska: همران) är en ort i Iran.   Den ligger i provinsen Västazarbaijan, i den nordvästra delen av landet, 500 km väster om huvudstaden Teheran. Hamrān ligger 1 186 meter över havet och antalet invånare är 158.
Terrängen runt Hamrān är kuperad. Runt Hamrān är det ganska tätbefolkat, med 83 invånare per kvadratkilometer. Närmaste större samhälle är Banābād, 5,2 km väster om Hamrān. Trakten runt Hamrān består till största delen av jordbruksmark.